# Březnice (district de Příbram)
Pour les articles homonymes, voir Březnice.
Březnice (en allemand : Bresnitz) est une ville du district de Příbram, dans la région de Bohême-Centrale, en République tchèque. Sa population s'élevait à 3 538 habitants en 2024.

## Géographie
Březnice se trouve à 15 km au sud-sud-ouest de Příbram, à 47 km au sud-est de Plzeň et à 68 km au sud-ouest de Prague.
La commune est limitée par Chrást au nord, par Horčápsko, Starosedlský Hrádek et Nestrašovice à l'est, par Počaply et Drahenice au sud, et par Hudčice, Volenice, Hlubyně et Rožmitál pod Třemšínem à l'ouest.

## Galerie

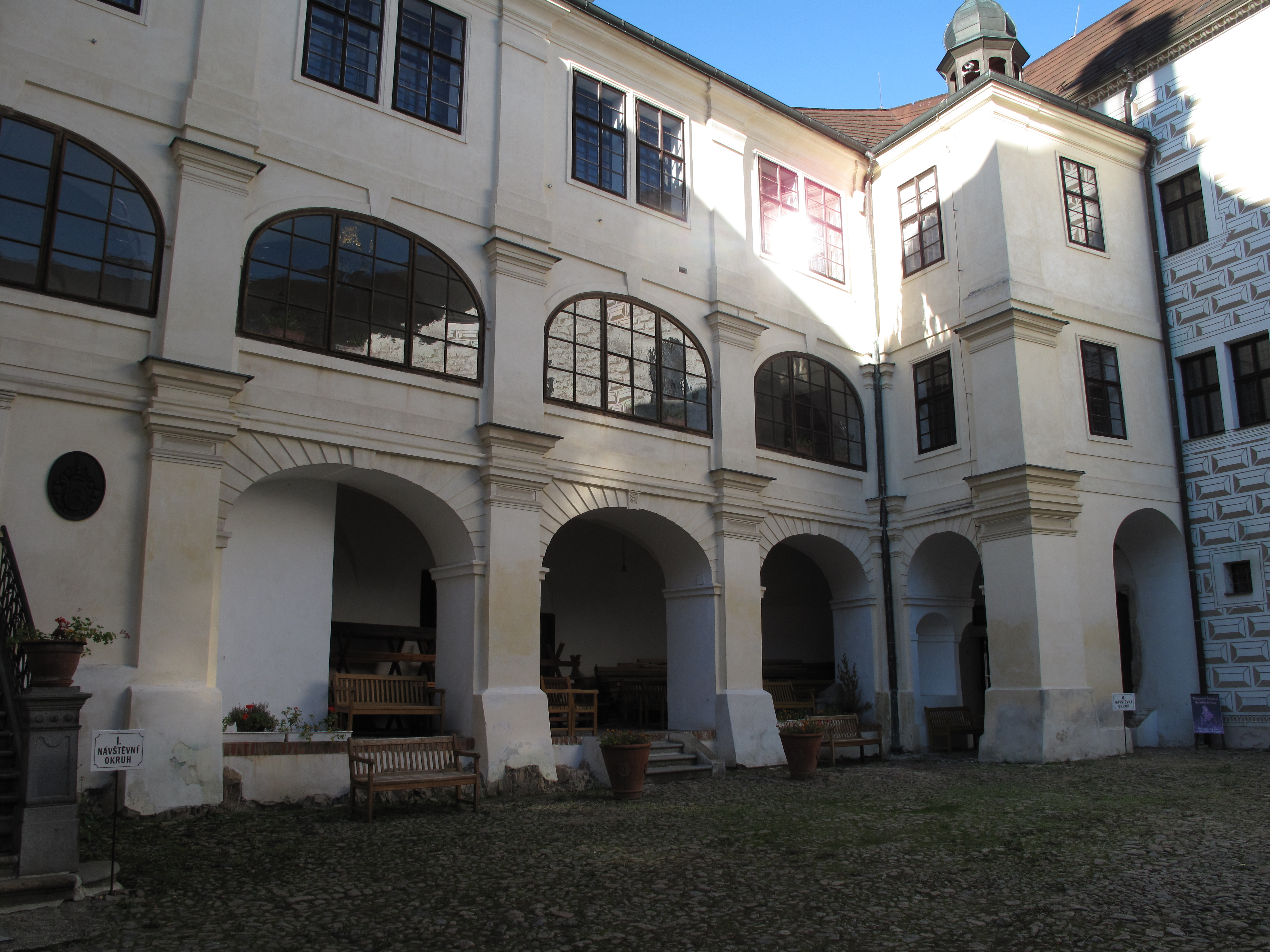
Březnice : le château.
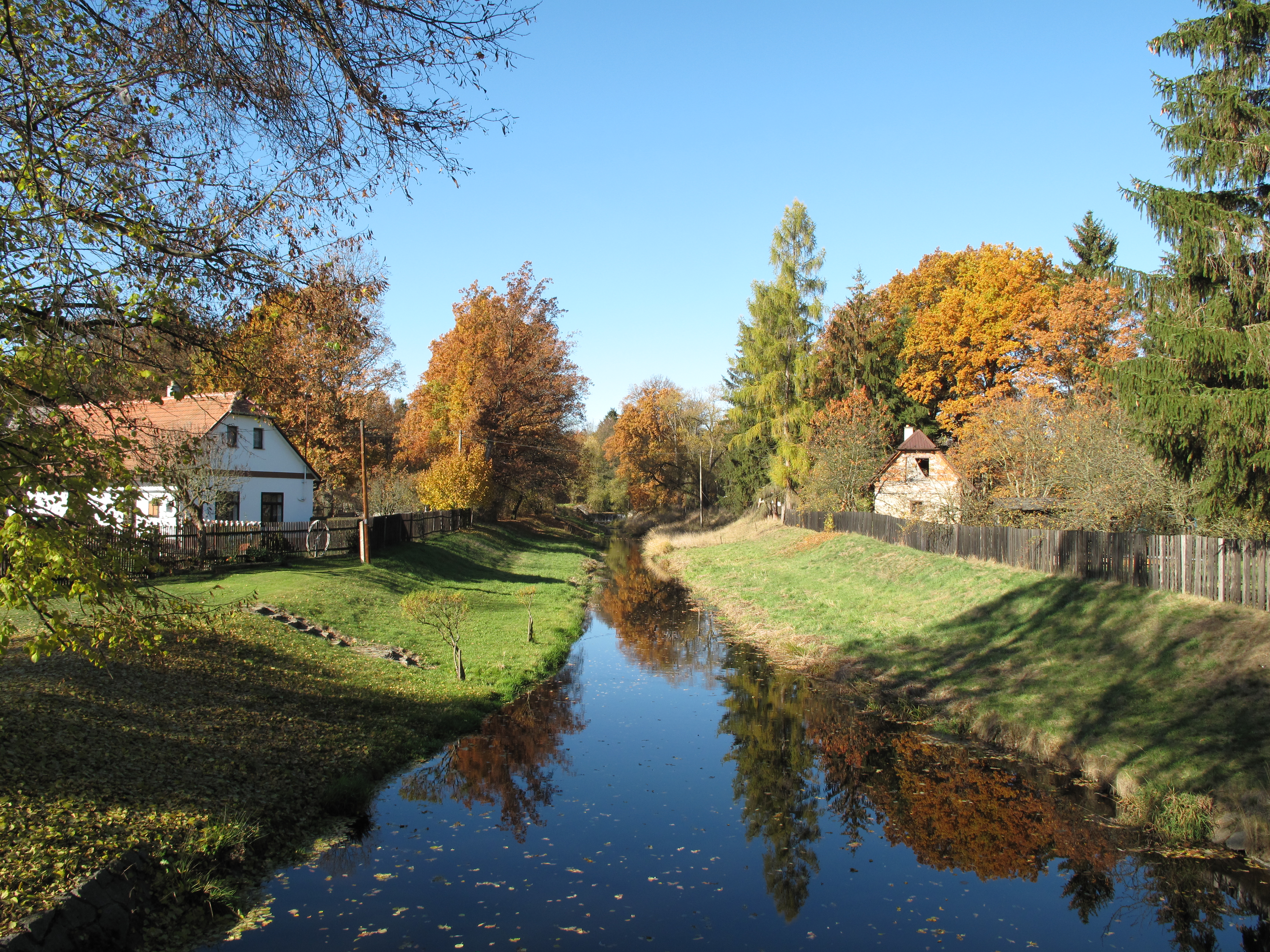
Rivière à Zadní Poříčí.

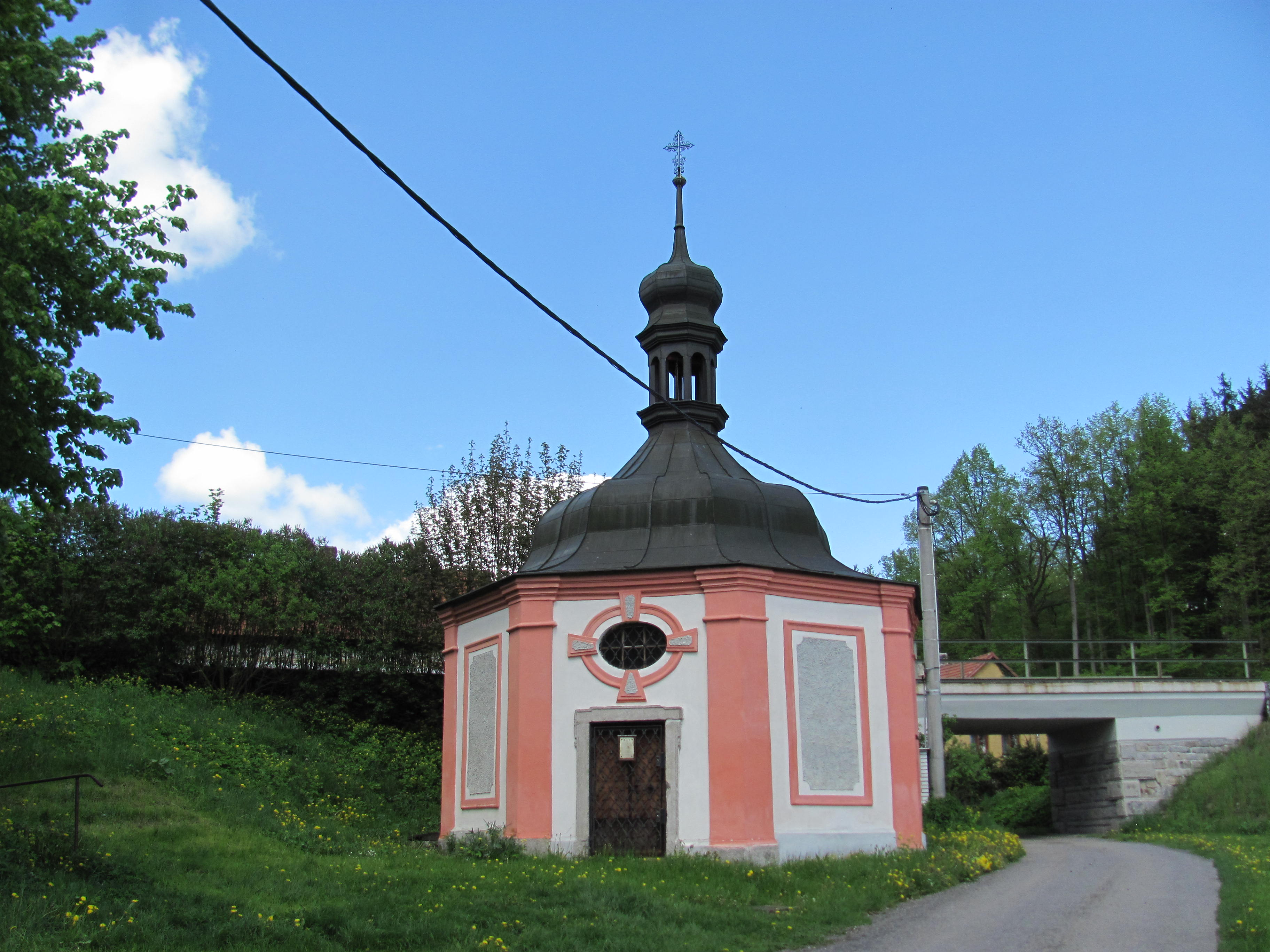
Chapelle à Dobrá Voda.

## Histoire
La première mention de la ville date de 1224.

## Administration
La commune se compose de quatre sections :
- Bor (comprend le hameau de Dobrá Voda)
- Březnice
- Martinice
- Přední Poříčí (comprend le hameau de Zadní Poříčí)

## Transports
Par la route, Březnice se trouve à 9 km de Rožmitál pod Třemšínem, à 19,5 km de Příbram et à 75 km de Prague.

## Personnalités
- Jan Koželuh (1904-1973), joueur de tennis
- Carlo Lurago (1615-1684), architecte
- Wenzel (aka Václav) Pichl (1741-1805), compositeur